# Exochus bolivari
Exochus bolivari là một loài tò vò trong họ Ichneumonidae.